# Saint-Priest-d'Andelot
 Saint-Priest-d'Andelot  es una población y comuna francesa, situada en la región de Auvernia, departamento de Allier, en el distrito de Vichy y cantón de Gannat.

## Demografía
| 184 | 187 | 168 | 143 | 134 | 121 |
| Para los censos de 1962 a 1999 la población legal corresponde a la población sin duplicidades (Fuente: INSEE [Consultar]) |     |     |     |     |     |